# Orygocera dubiosella
Orygocera dubiosella is een vlinder uit de familie van de Depressariidae (Platlijfjes). Deze soort is voor het eerst wetenschappelijk beschreven als Rhozale dubiosella door Pierre Viette in een publicatie uit 1987.
De soort komt voor in Madagaskar.